# 服部平次
服部 平次（はっとり へいじ）は、『週刊少年サンデー』で連載されている青山剛昌原作の漫画作品、およびそれを原作とするテレビアニメなどのメディアミックス『名探偵コナン』の作品に登場する架空の人物。
アニメでの声優は堀川りょう、幼少時代は比嘉久美子が担当している。ドラマでの俳優は松坂桃李が担当。

## 概要
「西の高校生探偵」と称される大阪の高校生探偵。私立改方学園高等部2年に在籍。剣道部所属。同い年の工藤新一とは伯仲の推理力を持つライバル関係にあり、「西の服部、東の工藤」と並び称される。
大阪弁で喋る生粋の関西人であり、新一以上の熱血漢。色黒の肌は、本人曰く祖父譲りとのこと。髪型は、天然にチョンと跳ねた前髪がトレードマーク。父は大阪府警本部長の服部平蔵。母は服部静華。遠山和葉とは幼馴染で、初恋の相手。大阪府寝屋川市在住。誕生日は不詳。
制服は学ラン。私服については時と場合によってさまざまな姿で登場している。愛用の野球帽には、シカゴ・ホワイトソックスをもじった「SAX」のロゴマークが入っている。和葉曰く「帽子のツバを正面に向けてる時は平次の推理スイッチオンで、後ろに戻した時がスイッチオフ」。パンツは黒のトランクス。

大阪在住のメインキャラクターであるにも拘らず、地元の大阪で事件に遭遇することは少ない。コナンの正体が新一と知ってからは、頻繁に事件を持ち込んで東京を訪れるようになった。また、和葉の登場以降は基本的に彼女と共に登場しているが、単独で登場することもある。
元々はアニメ化に際して灰原哀を先に登場させる予定だったが、出番を延期された彼女に代わり（詳細は黒ずくめの組織#アニメにおける変更点を参照）、アニメ制作会社側から「ライバルキャラが必要」と言われて作成され、服部が先行登場することになった。また、寝屋川市在住という設定や剣道部所属という設定は、初登場時の担当編集者だった浅井認が同市出身で青山と同様に剣道少年だったことにちなんでおり、浅井は平次や和葉が話す大阪弁の監修も務めていたという。
名前の由来はテレビドラマ『探偵物語』の服部刑事で、名前の「平次」は「刑事」を時代劇『銭形平次捕物控』の銭形平次にひっかけたもの。

## 人物
コナン（新一）以上に勝ち負けにこだわる負けず嫌いな性格で、推理勝負となると冷静さを失ってしまうことが多々ある。平蔵に殴られ「捜査妨害」と戒められても折れなかったり、カンパニー（CIA）と関係がある事件であることが分かっても、コナンと同じく興味本位でのめり込む。コナンに花を持たせる義理堅いところもあるが、彼が手柄を立てると大抵は「ええトコ取り」と気にする。短気で喧嘩っ早く、白馬探からは「探偵としては血の気が多く先走りしがちで野蛮」と批判されたが、現場保存より人命の救助を優先する熱血漢である。コナン（新一）と共通する言動も多いが、平次の方が直情的である。また、探偵としての活動時には報酬を受け取らない主義を徹底しており、受け取った依頼料を返すために東京や鳥取までわざわざ出向いたことがある。
平蔵の肩書について話すことは嫌っており、大阪以外で彼の影響力を使ったのは小説版「京都新撰組殺人事件」のみ。一方、父の部下である大滝警部から捜査情報を入手する、大阪府警の刑事やパトカーを私用で使うなど、父との関係を知る大阪府警に対しては親の七光りに肖ることが多い。
一人称は「オレ」。口癖は「アホ」「ボケ」。周囲からの呼称は、「服部（コナン / 新一から。コナンとして他人がいる時は『平次兄ちゃん』）」、「平次（和葉・両親）」、「服部君（毛利蘭・阿笠博士・目暮警部・高木刑事・鈴木園子・世良真純など）」、「大阪の〜（お友達・少年探偵・探偵君など）（灰原哀）」、「平次君（大岡紅葉）」、「平次・大阪の色黒ボウズ・大阪の探偵ボウズ・等（毛利小五郎）」、「平ちゃん（大滝警部）」、「（コナン君の）師匠（少年探偵団の光彦）」。
初対面の者や年上に対しても敬語をあまり使わず、対等の口調の大阪弁で話すことが多い。また、東京式アクセントが苦手で、OVA『消えたダイヤを追え！コナン・平次VSキッド！』では東京式アクセントによる標準語を練習するも、上手く発音できずコナンから駄目出しを受けている。さらに、東京を含む東日本の言葉にもあまり詳しくないようで、塩味を「しょっぱい」、果物を「水菓子」と表現することを知らなかった。
両親からは探偵業よりも学業を優先させられており、「黄昏の館」に多くの名探偵が招待された際、中間テストが近いという理由で静華に断られてしまっている。
シャーロキアンであるコナンに対し、平次はエラリー・クイーンの推理小説を好んでいる。
第1回キャラクター人気投票での順位は5位（222票）。テレビ&劇場版15周年記念のキャラクター人気投票では3位、2012年連載800回記念キャラクター人気投票では5位だった。2017年、アニメ！アニメ！では「一番好きな関西弁キャラは？」と題するアンケートを実施した際、1位に服部平次が選ばれた。2020年5月7日発売の雑誌『ダ・ヴィンチ』2020年6月号で実施された「読者にしあわせを与えてくれたキャラ」ランキングでは10位を獲得した。
怪盗キッドとは映画とOVAで5回接触しているが、原作での関わりは長らく無かった。中森警部も同様であるが、同じく『まじっく快斗』の登場人物である白馬探とはキッドや中森に先がけて原作で対面している。なお、「怪盗キッドの瞬間移動魔術」においては、原作には無い大阪でテレビ中継を見るシーンがアニメで加えられた。
劇場版には第3作『世紀末の魔術師』で初登場し、以降、第7作『迷宮の十字路』・第10作『探偵たちの鎮魂歌』・第13作『漆黒の追跡者』・第14作『天空の難破船』・第17作『絶海の探偵』・第21作『から紅の恋歌』・第27作『100万ドルの五稜星』に登場し、全作で和葉とペアで出演している。
第7作・第10作・第21作・第27作ではコナンと共にメインを張っている。第13作・第14作・第17作では、コナンたちとは別行動で事件を捜査するサポート役として登場。

## 能力
高校では剣道部に所属している。達人の両親譲りでもある剣の腕前はかなり高く、犯人に日本刀で襲いかかられた際にはその鞘で打ち倒したことがあり、大学生の間では「大阪府警の人間を1人で全員倒した」という噂が広まっているほか、跳び箱に食い込んでしまった相手の刀の上に乗るという体術も披露している。水泳や潜水も得意である。
法医学や民法など法律の知識に精通しているほか、英語にも長けている様子が散見される。特に英語については、英語教師のジョディ・サンテミリオンとネイティブ並みの英会話を交わすほどの腕前。一方、料理については新一と同様、まったく駄目とのこと。
普通自動二輪車免許を持っており、作中で何度もバイクを利用している。愛車のバイクはKawasakiのKLX250。劇場版では、犯人を追跡する際に公道用である同車両でオフロードや線路すら巧みに疾走する姿も描かれている。

## 対人関係

### 新一（コナン）との関わり

服部平次のライバルである工藤新一

世間で自分と比較されている新一と対決するため、毛利探偵事務所に乗り込んだのが初登場。その際、毛利小五郎が引き受けた依頼先で殺人事件に遭遇する。しかし、犯人が仕掛けたミスリードに乗せられて誤った推理をしてしまい、さらに風邪薬として飲まされた白乾児（パイカル）で一時的に元の体に戻った新一に正しい推理をされ、自分の負けを認めた。さらに、新一の「真実は一つしかないのだから、推理に勝敗や優劣・上下関係は存在しない」という言葉に感銘を受けて考え方を改めた。ただし、「どちらが早く謎を解くか」については拘りが抜け切れていない様子。
『ホームズフリーク殺人事件』でコナンに時計型麻酔銃を撃たれた際、その推理の途中で小五郎に殴られたショックによって目を覚まし、口調と論理の組み立て方からコナンの正体が新一であることに気付く。以後コナンの良き協力者の1人となり、東京を訪れる際には毛利探偵事務所に泊めてもらったり食事を共にしたりするほか、偶然2人で同じ事件に遭遇すると上機嫌になったりと、コナンと共同で事件を解決へ導くようになる。コナンが「工藤新一」として接することができる数少ない人物であり、コナンも平次のことを頼もしく思っている。コナンに影響されて「犯人を絶対自殺させない」と考えるようになる。新一とは、中学校のスキー旅行の時に起きた事件ですでに対決していたが、平次はそのことに気付いていない。
コナンが新一である事実が露見しないように『ボウズ』などと呼ぶが、2人きりなど関係なく、ほぼ毎回コナンのことを「工藤」と呼んでしまい、その都度誤魔化している。また、蘭がコナンの正体に気づいた際、疑いを晴らそうと独断で新一に変装して蘭の前に現れたことがある。しかし、コナンが実は新一であることを直に話してくれるのを、蘭が秘かに待っているのではないかと考えている。蘭にだけはすべて話した方が良いとコナンに勧める発言も時折見せる。
なお、平次自身はコナン（新一）の協力者として黒ずくめの組織と戦う意志を見せているが、2025年現在、組織とは直接接触するまでに至っていない。新一に変装した際に組織のメンバー・ウォッカにその姿を見られているのみで、ベルモットも平次がコナンの協力者だと知りながら殊更には言及していない<。このときは新一の母・有希子による特殊メイクを施されており、声は別地点にいるコナンが平次のネクタイに仕込んだスピーカーを通して出していた。。組織へ「バーボン」として潜入中の公安警察捜査官である安室透（降谷零）に対しては、コナンの敵対者として警戒する素振りを見せている。

### 和葉との仲
新一と蘭の関係と同じく両想いであるが、和葉への感情が恋愛なのかは中々理解できない時期が続いた。和葉のことは一途に想っているが、事件のことになると存在を忘れてしまうことが殆どだった。また、和葉を「子分」呼ばわりしたり、単なる付き添いであることを強調したりすることも多かった。
しかし、昔から心の底で和葉を意識しており、彼女が他の男と仲良くすると嫉妬で推理に集中できなくなってしまう。また、崖から落ちそうになった和葉を助けようとした際には、平次を助けるために彼女から手の甲に破魔矢を刺されてもなお手を離さなかった。
和葉が戎橋で悪漢に絡まれていた際には「オレの和葉に何さらしとんじゃ！」と激高し、掴みかかっている。この件で和葉への恋愛感情を悟ったが、新一が蘭に告白した場所がロンドンのビッグ・ベン前だったことから、彼に負けないシチュエーションで改めて和葉に想いを伝えるチャンスを待つようになる。さらには修学旅行中の新一のサポートとして京都に来た際に清水寺で新一が蘭から頬にキスされるところを目撃したことで和葉に想いを伝えたいという気持ちが一層高まる。怪盗キッドが絡んだ事件では、和葉に想いをどう伝えるかを意識するあまり目の前にいる和葉がキッドの変装であることに気付かず、最終的にはキスまでしようとしたが、後にキッドの変装と知らされて愕然としていた。
普段は和葉に対する心情を隠しがちであるため、コナンや蘭をやきもきさせることも多い。しかし、平次が和葉への恋心を自覚してからは、コナンと蘭も平次が和葉へ動き出すことに安心するようにもなった。
ある日、平次は大阪のなにわハルカスの夕焼けが告白スポットになっていることを知り、そこで和葉に告白しようと考える。事件に邪魔され陽が落ちそうになり、諦めたように「ただ和葉に…好きやって言いたいだけなんやけどなぁ…」と漏らすが、それを偶然和葉に聞かれ、晴れて付き合うことになった。

### ライバル
探偵としてのライバルは新一だが、剣道でのライバルは京都泉心高校剣道部にいる沖田総司である。